# برغموت
البَرْغَمُوت أو الليمون العطري أو الليمون البرغامي أو ليمون أضاليا أو ليمون أضاليا البَرْنَطِي (الاسم العلمي: Citrus Bergamia) هو نوع غير مؤكد من النباتات يتبع جنس الليمون من الفصيلة السذابية. وهي فاكهة حمضية كمثرية الشكل إلى حد ما تنمو على الأشجار الصغيرة المعروفة البرغموت وهو هجين بين ليمون الكمثرى [الإنجليزية] والكريفون، معظم إنتاجها يقتصر على المنطقة الساحلية الأيونية في مقاطعة ريدجو كالابريا (مقاطعة جنوب إيطاليا في إقليم كالابريا) إلى حد انه أصبح رمزا للمنطقة بأكملها وللمدينة. لا يثمر المحصول في أي جزء آخر من العالم بنفس وجودة الثمار؛ وهو يزرع في ساحل العاج، الأرجنتين والبرازيل ولكن نوعية المحصول في جوهرها لا تقارن مع جوهر البرغموت المنتجة من مقاطعة ريدجو كالابريا لعوامل تتعلق بالتربة.
وهو من الحمضيات ومن قشر هذه الثمرة ويستخرج منه زيت البرغموت الزكي ويستخدم أيضاً في صناعة العطور ولعلاج الاكتئاب ويستخدم لإنتاج الزيوت الأساسية التي تستخدم في إنتاج شاي إرل غري، والعطور، وفي صنع الحلويات، ومقاوم للاكتئاب، وهو مساعد للهضم أيضاً وهو من مكونات كولونيا (عطر) الاصلي المطور في ألمانيا في القرن السابع عشر.
وينتج مصنع تجاري في إيطاليا ضمن الصناعات الغذائية مربى الفاكهة باستخدامه كعنصر رئيسي. وهو أيضا شعبي في اليونان كمادة حافظة، حيث يصنع مع قشور البرغموت المغلي في محلول سكري.
للبرغموت تأثير منعش ومفيد في معالجة الإجهاد والقلق، يتناغم بشكل جيد مع الخزامى والبابونج والنارولي وإبرة الراعي والورد وخشب الصندل، لكن لا يجب استخدامه قبل أو بعد التعرض لأشعة الشمس.